# The Things We Do for Love
The Things We Do for Love is de eerste single van 10cc van hun studioalbum Deceptive Bends uit 1977. De twee overgebleven leden van 10cc na de (tijdelijke) breuk met Lol Creme en Kevin Godley voelden enige druk om commerciële nummers, lees singles, te schrijven zonder dat duo. Met The Things lukte dat goed. Het nummer werd op 3 november 1976 op single uitgebracht.
Het voorafgaande album How Dare You! werd gezien als een toppunt van progressieve rock in het oeuvre van 10cc. Door het vertrek van Godley & Creme bleek er een wijziging plaats te vinden in muziekstijl van de band. Er werden weer typische singlecomposities geschreven, die in veel landen succes hadden. Progressieve rock bleef echter op de loer liggen, invloeden zijn in de singles aanwezig, maar de echte progressieve rock werd op de elpees gehouden. In het geval van Deceptive Bends was dat Feel the Benefit. Het nummer The Thing We Do for Love gaat over het in stand houden van een liefde terwijl miscommunicatie op de loer ligt (You think you’re gonna break up; then she says she want to make up).
B-kant was Hot to Trot, dat niet op het originele album stond, stond wel op een geremasterde versie.
De plaat werd een hit in Europa, Canada en Oceanië. In Canada werd zelfs de nummer 1-positie bereikt. In thuisland het Verenigd Koninkrijk werd de 6e positie bereikt in de UK Singles Chart.
In Nederland was de plaat op vrijdagavond 10 december 1976 Veronica Alarmschijf in haar destijds 1 uur zendtijd op Hilversum 3 en werd een radiohit in de destijds twee hitlijsten op de nationale publieke popzender. De plaat bereikte de 13e positie in zowel de Nederlandse Top 40 als de Nationale Hitparade. In de op Hemelvaartsdag 27 mei dat jaar gestarte nieuwe Europese hitlijst op Hilversum 3, de TROS Europarade, werd de 14e positie bereikt.
In België bereikte de plaat de 24e positie in zowel de voorloper van de Vlaamse Ultratop 50 als de Vlaamse Radio 2 Top 30.

## Musici
- Eric Stewart – eerste zangstem, gitaar, toetsinstrumenten, achtergrondzang
- Graham Gouldman – achtergrondzang, basgitaar, gitaar, akoestische gitaar, percussie
- Paul Burgess – slagwerk, percussie

## Hitnoteringen

### Nederlandse Top 40
| Hitnotering: 18-12-1976 t/m 05-02-1977 | Hitnotering: 18-12-1976 t/m 05-02-1977 | Hitnotering: 18-12-1976 t/m 05-02-1977 | Hitnotering: 18-12-1976 t/m 05-02-1977 | Hitnotering: 18-12-1976 t/m 05-02-1977 | Hitnotering: 18-12-1976 t/m 05-02-1977 | Hitnotering: 18-12-1976 t/m 05-02-1977 | Hitnotering: 18-12-1976 t/m 05-02-1977 | Hitnotering: 18-12-1976 t/m 05-02-1977 | Hitnotering: 18-12-1976 t/m 05-02-1977 |
| Week                                   | 1                                      | 2                                      | 3                                      | 4                                      | 5                                      | 6                                      | 7                                      | 8                                      |                                        |
| -------------------------------------- | -------------------------------------- | -------------------------------------- | -------------------------------------- | -------------------------------------- | -------------------------------------- | -------------------------------------- | -------------------------------------- | -------------------------------------- | -------------------------------------- |
| Nummer                                 | 19                                     | 16                                     | 13                                     | 13                                     | 23                                     | 32                                     | 35                                     | 38                                     | uit                                    |

### Nationale Hitparade
| Hitnotering: 25-12-1976 t/m 15-01-1977 | Hitnotering: 25-12-1976 t/m 15-01-1977 | Hitnotering: 25-12-1976 t/m 15-01-1977 | Hitnotering: 25-12-1976 t/m 15-01-1977 | Hitnotering: 25-12-1976 t/m 15-01-1977 | Hitnotering: 25-12-1976 t/m 15-01-1977 |
| Week                                   | 1                                      | 2                                      | 3                                      | 4                                      |                                        |
| -------------------------------------- | -------------------------------------- | -------------------------------------- | -------------------------------------- | -------------------------------------- | -------------------------------------- |
| Nummer                                 | 21                                     | 13                                     | 16                                     | 23                                     | uit                                    |

### TROS Europarade
Hitnotering: 06-01-1977 t/m 13-01-1977. Hoogste notering: #17 (1 week). 

### Vlaamse Radio 2 Top 30
| Hitnotering: 29-01-1977 t/m 11-02-1977 | Hitnotering: 29-01-1977 t/m 11-02-1977 | Hitnotering: 29-01-1977 t/m 11-02-1977 | Hitnotering: 29-01-1977 t/m 11-02-1977 |
| Week                                   | 1                                      | 2                                      |                                        |
| -------------------------------------- | -------------------------------------- | -------------------------------------- | -------------------------------------- |
| Nummer                                 | 24                                     | 27                                     | uit                                    |

### NPO Radio 2 Top 2000
| Nummer met noteringen in de NPO Radio 2 Top 2000 | '99  | '00 | '01 | '02  | '03  | '04 | '05  | '06  | '07 | '08  | '09  | '10 | '11  |
| ------------------------------------------------ | ---- | --- | --- | ---- | ---- | --- | ---- | ---- | --- | ---- | ---- | --- | ---- |
| The Things We Do for Love                        | 1137 | -   | 914 | 1066 | 1267 | 852 | 1134 | 1262 | 953 | 1069 | 1262 | -   | 1348 |

1. ↑  Een '-' betekent dat het nummer niet was genoteerd en een vetgedrukt getal geeft de hoogste notering aan.
2. ↑  Deze tabel is bijgewerkt tot en met de laatste editie (2024).

Graham Gouldman · Eric Stewart · Kevin Godley · Lol Creme

Paul Burgess · Rick Fenn · Stuart Tosh · Duncan Mackay · Tony O'Malley